# IC 4315
IC 4315 — галактика типу SBc () у сузір'ї Гідра.
Цей об'єкт міститься в оригінальній редакції індексного каталогу.